# Бахтігільдінське сільське поселення
Бахтігі́льдінське сільське поселення (рос. Бахтигильдинское сельское поселение) — муніципальне утворення у складі Батиревського району Чувашії, Росія. Адміністративний центр — присілок Бахтігільдіно.
Станом на 2002 рік селище Люля входило до складу Первомайської сільради, однак пізніше був передане до складу Бахтігільдінського сільського поселення.

## Населення
Населення — 750 осіб (2019, 976 у 2010, 1196 у 2002).

## Склад
До складу поселення входять такі населені пункти:
| Населений пункт            | Населення, осіб (2002) | Населення, осіб (2010) |
| -------------------------- | ---------------------- | ---------------------- |
| Балабаш-Нурусово, присілок | 356                    | 277                    |
| Бахтігільдіно, присілок    | 573                    | 482                    |
| Люля, селище               | 91                     | 58                     |
| Ульяновка, селище          | 176                    | 159                    |